# شمیمه بیگم
شمیمه بیگم (زاده ۱۹۹۹ در انگلستان) است که در فوریه ۲۰۱۵ بریتانیا را ترک کرد و به سوریه رفت و به داعش پیوست. تلاش او برای بازگشت به بریتانیا در سال ۲۰۱۹ باعث مطرح شدن موضوع بازگشت جهادگران به کشورهایشان و حساسیت موضوع شد.

## پیشینه
شمیمه بیگم زاده انگلستان و از پدر و مادری اصالتاً از بنگلادش است. او در سن ۱۵ سالگی او به همراه ۲ دوستش امیره عباسی و خدیجه سلطانه انگلستان را ترک کردند. این سه نفر از طریق ترکیه به سوریه سفر کردند تا به داعش بپیوندند. پس از ناپدید شدن، خانواده او امیدوار بودند که شمیمه و دو دوستش برای برگرداندن دوستاشان از سوریه و داعش به آنجا سفر کرده باشند. دوست آنها شرمینه بیگم (ارتباط فامیلی ندارند) در سال ۲۰۱۴ به سوریه سفر کرده و به داعش پیوسته بود.

## تابعیت
در فوریه ۲۰۱۹ وزیر کشور بریتانیا ساجد جاوید، شهروندی شمیمه بیگم را لغو کرد. او به این کار، اعتراض کرد و در بریتانیا پرونده‌ای در دادگاه، باز شد؛ زیرا بر پایه قانون سال ۱۹۸۱ ملیت بریتانیا وزیر کشور اجازه دارد در صورتی که منفعت عمومی در میان باشد بتواند تابعیت یک بریتانیایی را لغو کند اما این لغو تابعیت نباید باعث شود که این فرد، بدون تابعیت شود.
در ۱۶ ژوئیه ۲۰۲۰ دادگاه تجدیدنظر(انگلستان و ولز) رای داد که شمیمه بیگم می‌تواند به بریتانیا بازگردد زیرا او نمی‌تواند به‌طور مؤثری لغو تابعیت خود را از محل زندگی خود در اردوگاه پناهجویان در سوریه به چالش بکشد.
در فوریه ۲۰۲۱ دیوان عالی بریتانیا حکم داد که شمیمیه بیگم نمی‌تواند به بریتانیا بازگردد.